# Rhododendron argipeplum
Rhododendron argipeplum là một loài thực vật có hoa trong họ Thạch nam. Loài này được Balf. f. & R.E. Cooper miêu tả khoa học đầu tiên năm 1916.